# Dana Rohrabacher

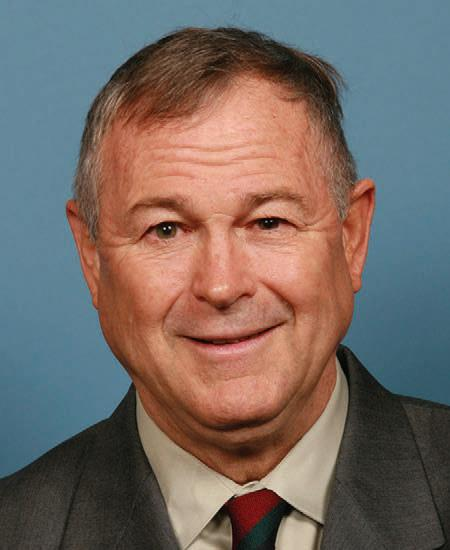
Dana Rohrabacher, 2009

Dana Tyron Rohrabacher (* 21. Juni 1947 in Coronado, Kalifornien) ist ein ehemaliger US-amerikanischer Politiker der Republikanischen Partei. Von 1989 bis 2019 gehörte er dem Repräsentantenhaus der Vereinigten Staaten für den Bundesstaat Kalifornien an, ab 2013 für dessen 48. Kongresswahlbezirk, der die Küstenregion des Orange County umfasst. Rohrabacher gilt als extrem konservativ und als Unterstützer Russlands und des russischen Präsidenten Wladimir Putin. Nach seiner Wahlniederlage 2018 schied Rohrabacher aus dem Kongress aus.

## Familie und Ausbildung
Dana Rohrabacher, der deutscher und englischer Abstammung ist, wurde 1947 in Kalifornien als Sohn von Doris M. (geb. Haring) und Donald Tyler Rohrabacher geboren. Er besuchte die Grundschule vor Ort und danach bis 1965 die High School in Palos Verdes Estates, Kalifornien. Von 1965 bis 1967 absolvierte er das Los Angeles Harbor College. Danach studierte er bis 1969 an der California State University in Long Beach und erwarb einen Bachelor-Abschluss in Geschichte. Dann studierte er bis 1971 an der University of Southern California in Los Angeles und erhielt dort seinen Master-Abschluss in Amerikanistik.

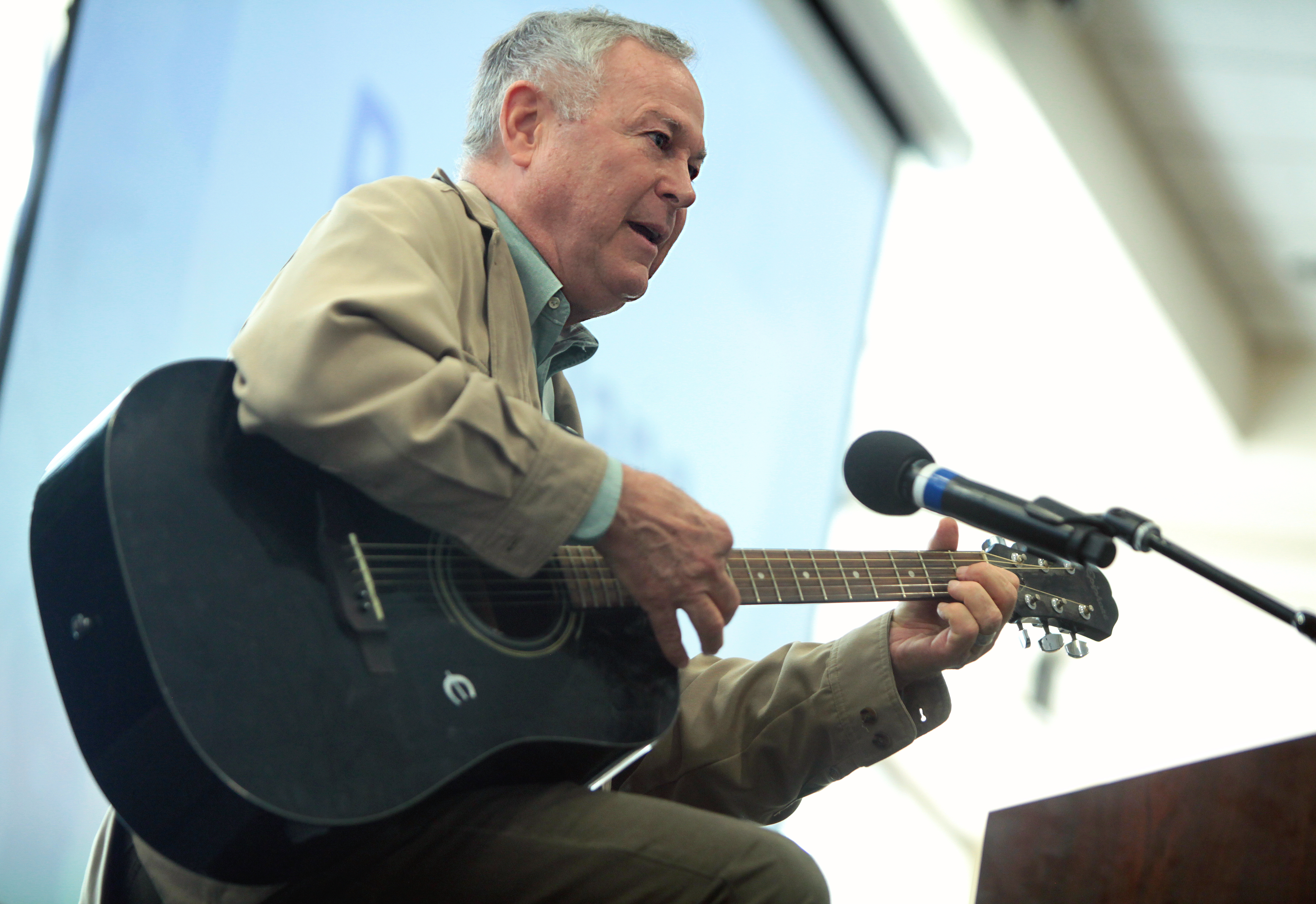
Rohrabacher spielt Gitarre bei einer Versammlung der Young Americans for Liberty 2016

Während seines Studiums und in den frühen 1970er Jahren trat er nebenbei auch als Folksänger auf und schrieb gelegentlich für den Orange County Register. Während dieser Zeit war er nach seiner vorherigen Mitgliedschaft bei den Young Americans for Freedom libertärer Aktivist.
Rohrabacher ist seit 1997 mit Rhonda Rohrabacher verheiratet. Im Jahr 2004 wurden sie Eltern von Drillingen. Mit seiner Familie lebt er in Costa Mesa.

## Politische Laufbahn

### Mitarbeiter Reagans
Bei den Präsidentschaftswahlkämpfen der Jahre 1976 und 1980 war er einer der stellvertretenden Pressesprecher von Ronald Reagan. Von 1981 bis 1988 gehörte er zu den Redeschreibern des inzwischen zum Präsidenten gewählten Reagan und diente in dessen Stab als special assistant.

### Kongressabgeordneter

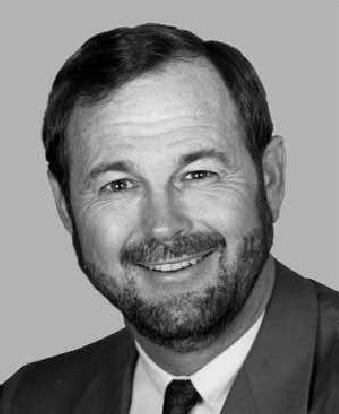
Bild von Rohrabacher aus dem Verzeichnis des 105. Kongresses (1997)

Rohrabacher verließ 1988 die Reagan-Administration und bewarb sich im 42. Kongresswahlbezirk Kaliforniens für das Kongressmandat, das bisher Dan Lungren im US-Repräsentantenhaus innegehabt hatte. Mit Hilfe des Fundraisings seines Freunds Oliver North gewann er die republikanische Vorwahl mit 35 Prozent der Stimmen und setzte sich in der Hauptwahl mit 64 Prozent der Stimmen durch. Rohrabacher trat sein Mandat am 3. Januar 1989 an und erreichte vierzehnmal die Wiederwahl, nur 2008 blieb er dabei unter 55 Prozent. Er hat wegen des mehrfachen Neuzuschnitts der Wahlkreise wechselnde Bezirke vertreten, die stets Küstengebiete des Orange County und teils solche des Los Angeles County umfassten. Er hatte nur zweimal ernsthafte Konkurrenz in den republikanischen Vorwahlen, 1992 und 1998. Nach der Neueinteilung der Wahlkreise 1992 entschied sich Rohrabacher, im neuen 45. Kongresswahlbezirk anzutreten, und gewann mit 48 Prozent die Vorwahl unter drei Kandidaten. 1998 gewann er eine offene Vorwahl mit 54 Prozent der Stimmen. Von 2003 bis 2013 vertrat Rohrabacher den 46. Kongresswahlbezirk seines Staates.
2008 besiegte er die demokratische Kandidatin Debbie Cook, Bürgermeisterin von Huntington Beach, mit 53 zu 43 Prozent, der niedrigste Siegerprozentsatz in Rohrabachers Karriere. Nach dem Neuzuschnitt der Wahlbezirke in der Folge der Volkszählung von 2010 entschied sich Rohrabacher für den 2012 neu geschaffenen 48. Kongressbezirk Kaliforniens. Er gewann dort 2012 mit 61 Prozent der Stimmen den Wahlbezirk an der Küste des Orange County, der Seal Beach, Sunset Beach, Huntington Beach, Midway City, Teile von Westminster (Kalifornien), Fountain Valley (Kalifornien), Teile von Santa Ana (Kalifornien), Costa Mesa, Newport Beach, Aliso Viejo, Laguna Beach (Kalifornien) und Laguna Niguel umfasst. 2014 gewann er die Wiederwahl mit 64,1 Prozent der Stimmen, 2016 mit 58,3 Prozent der Stimmen. Im November 2018 verlor Rohrabacher bei der Halbzeitwahl von Donald Trumps Präsidentschaft seinen Sitz im Repräsentantenhaus an den Demokraten Harley Rouda.
Ausschussmitgliedschaften
- Ausschuss für Außenpolitik
  - Unterausschuss für Mittel- und Südasien
  - Unterausschuss für Aufsicht und Ermittlungen (Vorsitzender)
- Ausschuss für Wissenschaft, Raumfahrt und Technologie
  - Unterausschuss für Raumfahrt und Luftfahrt
  - Unterausschuss für Energie und Umwelt

Rohrabacher war von 1997 bis Januar 2005 Vorsitzender des Space and Aeronautics Subcommittees des House Science Committee; er erhielt eine zweijährige Ausnahmegenehmigung, um über die normalerweise sechsjährige Amtszeit hinaus dienen zu können.
Als hochrangiges Mitglied des United States House Committee on Foreign Affairs (Komitees für internationale Beziehungen) leitete Rohrabacher die Bemühungen, der Volksrepublik China den Handelsstatus einer Meistbegünstigten-Nation zu verweigern, wobei er auf Chinas schlechte Menschenrechtsbilanz und Opposition gegen Demokratie verwies.
Caucusmitgliedschaften
Im Repräsentantenhaus gehört Rohrabacher auch folgenden Caucuses an:
- Cannabis-Caucus[21]
- Menschenrechts-Caucus
- Internationaler Naturschutz Caucus
- Taiwan-Caucus
- Freedom Caucus (konservativer Flügel der republikanischen Partei)
- Sportler-Caucus

## Positionen

### Innenpolitik
Rohrabacher votierte für die Aufhebung von Obamacare, ist ein entschiedener Gegner illegaler Einwanderung und der gleichgeschlechtlichen Ehe und befürwortet die Legalisierung von Marihuana.
Rohrabacher wurde für viele seiner Positionen öffentlich kritisiert. Seine umstrittenen Aussagen sollen Verschwörungstheorieansprüche mit einschließen. Rohrabacher setzte sich im Kongress konsequent für russische Interessen ein und verteidigte Trumps kontroverse Bemerkungen zu Russland.
Steuerreform 2017
Rohrabacher stimmte im Dezember 2017 gegen das von seinen Parteifreunden ohne Anhörungen durchgesetzte Steuersenkungs- und Beschäftigungsgesetz 2017, weil er nicht mit der Absenkung des Steuernachlasses für Hypothekenzinsen einverstanden war, denn mehr als die Hälfte der neuen Hypotheken in seinem Distrikt liege über der US$ 750.000-Grenze.
Gesundheitswesen
Am 4. Mai 2017 stimmte Rohrabacher für die Aufhebung des Patient Protection and Affordable Care Act (Obamacare) und die Verabschiedung des American Health Care Act.
Marijuana
Rohrabacher unterstützt die Legalisierung von Marihuana sowohl für medizinische als auch für Freizeitzwecke und ist ein starker Befürworter der Rechte der Bundesstaaten, wenn es um die Cannabispolitik geht. Er hat mehrere Jahre lang die Rohrabacher-Farr-Gesetzesänderung vorgeschlagen, beginnend im Jahr 2003, um dem Bundes-Justizministerium zu verbieten, Gelder auszugeben, die die Umsetzung einzelstaatlicher medizinischer Cannabisgesetze behindern. Die Änderung wurde zum ersten Mal im Mai 2014 im Repräsentantenhaus verabschiedet und wurde im Dezember 2014 Teil eines Mantelausgabengesetzes. Weitere Gesetzesvorschläge, die Rohrabacher beantragte, waren der „Respect State Marijuana Laws Act“ und der „Veterans Equal Access Act“. Rohrabacher hat die Drug Enforcement Administration (Drogenvollzugsbehörde) und das Justizministerium der Vereinigten Staaten aufgefordert, Cannabis von der Liste der Schedule-I-Drogen zu streichen. Im Februar 2017 gründete Rohrabacher zusammen mit den Abgeordneten Don Young (R-AK), Jared Polis (D-CO) und Earl Blumenauer (D-OR) den Cannabis-Caucus des Kongresses, um die Politikveränderung in Bezug auf Cannabis auf Bundesebene voranzutreiben.
Illegale Einwanderung
Rohrabacher war Verfechter der 1994 eingebrachten kalifornischen „Proposition 187“, die illegalen Einwanderern den Erwerb von Regierungsleistungen untersagt hätte. Im Jahr 2004 sponserte er eine Gesetzesänderung, die eine bundesweite Erstattung einer Notfallversorgung im Krankenhaus und bestimmten Transportdienstleistungen für undokumentierte Ausländer untersagt hätte, es sei denn, das Krankenhaus lieferte dem Ministerium für Heimatschutz Informationen über die Staatsbürgerschaft der Ausländer, den Einwanderungsstatus, Finanzdaten und den Arbeitgeber. Der Gesetzesvorschlag wurde abgelehnt, 331–88. Im Jahr 2011 schlug Rohrabacher den Gesetzesentwurf H.R.787 vor, bekannt als „No Social Security for Illegal Immigrants Act of 2011“ (Keine Sozialversicherung für illegale Einwanderer). NumbersUSA, eine Anti-Einwanderungs-Organisation, gab Rohrabacher zu seiner Haltung zur illegalen Einwanderung die Note A+.
Gleichgeschlechtliche Ehe
Rohrabacher lehnte es ab, die gleichgeschlechtliche Ehe rechtlich anzuerkennen. Sowohl 2004 als auch 2006 stimmte er für das Federal Marriage Amendment, einen Vorschlag für eine Verfassungsänderung, welche die Ehe ausschließlich als Verbindung zwischen Mann und Frau definiert hätte.

### Außen- und Sicherheitspolitik
In der Außenpolitik unterstützte Rohrabacher den Abzug der US-Truppen aus Afghanistan, forderte von Trump die Bestrafung des türkischen Präsidenten Erdoğan wegen gewalttätiger Ausschreitungen vor der Botschaft in Washington gegen Regimekritiker, unterstützte Russland im Georgien-Krieg und gab eine qualifizierte Verteidigung der Annexion der Krim 2014. Er unterstützte die Zusammenarbeit mit Russland in Syrien.
Globale Erwärmung
Rohrabacher bestreitet, dass die globale Erwärmung durch Menschen verursacht wird. Bei einem Bürgertreffen mit der Newport-Mesa-Tea Party im August 2013 sagte er, globale Erwärmung sei ein völliger Schwindel und Teil einer „Strategie“ der Liberalen, um „eine globale Regierung zu schaffen“.
Äthiopien
Im März 2005 stellte Rohrabacher den Gesetzentwurf HR-1061 vor, der „die Unterstützung der Vereinigten Staaten für die Demokratische Bundesrepublik Äthiopien verbieten würde, bis die äthiopische Regierung alles Eigentum von US-Bürgern zurückgibt“. Der Gesetzesentwurf soll von Rohrabacher auf Geheiß eines ehemaligen Staatsbürgers von Eritrea und Freunds der Familie Rohrabacher nach der Enteignung seines Unternehmens durch die äthiopische Regierung eingebracht worden sein.
Am 7. März 2006 stellte Rohrabacher HR-4895 vor, eine Änderung des Auslandsgesetzes von 1961, „die Bereitstellung der militärischen Unterstützung der Vereinigten Staaten und den Verkauf, die Übertragung oder die Lizenzierung von militärischen Ausrüstungen oder Technologien der Vereinigten Staaten nach Äthiopien einzuschränken.“
Terrorismus
Rohrabacher hat erklärt, dass er den Islam als Quelle einer großen terroristischen Bedrohung für die USA sieht. Bei einer Anhörung im April 2013 sagte er: „Ich hoffe, dass wir alle gemeinsam gegen eine Religion arbeiten, die Menschen motiviert, Kinder zu ermorden, und andere Bedrohungen für uns als Zivilisation ist.“
Foltertechniken und außerordentliche Überstellungen
Am 17. April 2007, bei der Verteidigung des Programms der Bush-Administration der Extraordinary rendition (außerordentlichen Überstellungen), erklärte Rohrabacher bei einer Anhörung des US-Repräsentantenhauses, dass die unfaire Behandlung eines unschuldigen Verdächtigen eine akzeptable „unglückliche Konsequenz“ sei, wenn man andere festhält, die ansonsten frei wären, um Terrorakte zu begehen.
Afghanistan
Rohrabachers Interesse an Afghanistan reicht mindestens bis in die späten 1980er Jahre zurück, als er in Begleitung von Mudschahed-Kämpfern, die sich mit der Sowjetischen Intervention in Afghanistan auseinandersetzen wollten, das Land besuchte. In den Jahren nach dem sowjetisch-afghanischen Krieg (1979–1989) sagte Rohrabacher, seine „Leidenschaft“ sei, den im Exil lebenden König des Landes, Mohammed Zahir Schah, zurückzubringen.
Rohrabacher unterstützte die gegen die Taliban gerichtete „Nordallianz“.
Rohrabacher wurde später zu einem Befürworter des amerikanischen Rückzugs aus Afghanistan. Er protestierte gegen die Truppenverstärkung in Afghanistan durch Präsident Obama und war auch dagegen, dass Präsident Obama Truppen nur allmählich abziehen wollte.
Bosnien und Kosovo
Rohrabacher war gegen den Einsatz amerikanischer Bodentruppen in den Jugoslawienkriegen. Er plädierte für die direkte Bombardierung des Militärs auf jugoslawischem Boden und kritisierte die Ineffizienz der westlichen Streitkräfte gegen die bosnischen Serben. Rohrabacher betrachtete die Ereignisse in Bosnien als Völkermord.
Rohrabacher befürwortete eine amerikanische Ausrüstung der UÇK mit Waffen, verglich sie mit der französischen Unterstützung Amerikas im Revolutionskrieg und sagte: „Basierend auf unseren eigenen Erfahrungen hätte die Kosovo-Befreiungsarmee bewaffnet sein müssen. … Wenn die USA 1998 die UÇK bewaffnet hätte, wären wir heute nicht da, wo wir sind. Die ‘Freiheitskämpfer’ hätten ihre Freiheit gesichert und Kosovo wäre unabhängig.“
Irak
Rohrabacher unterstützte 2002 die Genehmigung für den Einsatz militärischer Gewalt gegen den Irak, eine Position, von der er später sagte, dass sie „ein Fehler“ gewesen sei.
Während eines Besuchs im Irak im Juni 2011 sagte Rohrabacher, dass der Irak den USA all das Geld, das sie seit der Invasion ausgegeben haben, zurückzahlen sollte, wenn er wieder zu einem wohlhabenden Land werde. Rohrabacher sagte auch, er werde eine Anhörung mit dem Unterausschuss für Aufsicht und Ermittlungen darüber abhalten, ob der Irak „Verbrechen gegen die Menschlichkeit“ in Camp Ashraf begangen habe, als im April 2011 dort 34 Bewohner getötet und über 300 verwundet wurden. Der Delegation Rohrabachers wurde von der irakischen Regierung der Zugang zum Lager verweigert und sie wurde aufgefordert, das Land zu verlassen.
Im Jahr 2014 schlug Rohrabacher vor, die Grenzen des Irak als Reaktion auf die Errichtung des „Islamischen Staates im Irak und der Levante“ neu zu definieren.
Wehrhaushalt 2012
Im Jahr 2011 stimmte Rohrabacher gegen den Wehrhaushalt 2012, zum Teil wegen einer umstrittenen Bestimmung, die es der Regierung und dem Militär erlaubte, amerikanische Staatsbürger und andere ohne Prozess festzuhalten.
Menschenrechte in China
Rohrabacher ist langjähriger Kritiker der Kommunistischen Partei Chinas (KPCh) und ihrer Menschenrechtsverletzungen. Er hat öfter die Verfolgung von Falun Gong als eine der großen Sünden des kommunistischen Regimes gebrandmarkt. Rohrabacher erklärte darüber: „Die KPCh und ihre Staatssicherheitsmaschinerie verwenden eine breite Palette von Repressionstechniken. … Die schauderhafteste Manifestation dieses Gangstertums ist jedoch der Organraub an politischen Häftlingen und inhaftierten religiösen Anhängern, besonders die chinesische religiöse Bewegung, die als Falun Gong bekannt ist.“
Im Dezember 2017 sprach Rohrabacher in Washington bei einem Forum über Menschenrechtsverletzungen und die Tuidang-Bewegung in China. Rohrabacher lobte die Tuidang-Bewegung dafür, dass sie dem chinesischen Volk unter der Einparteiendiktatur die Chance gebe, aus der Partei auszutreten und sich nicht an der Repression zu beteiligen. „Unsere größte Herausforderung in den kommenden Jahren ist es, mit einem faschistischen, totalitären, aggressiven China fertig zu werden“, sagte Rohrabacher. „Wenn die Situation in China so weitergeht, wenn man eine ungezügelte Macht wie diese hat, … wird es in unserem Leben, in allen Ländern der Welt, schreckliche Dinge geben.“ Am 8. Juni 2018 brachte Rohrabacher dem United States House Committee on Foreign Affairs eine Resolution (H. RES. 932) ein, die Solidarität mit der Tuidang-Bewegung und ein sofortiges Ende der Kampagne zur Verfolgung von Falun-Gong-Praktizierenden forderte.
Iran
Im Juni 2017, einen Tag nach dem Doppelanschlag in Teheran am 7. Juni 2017, bei dem 17 Zivilisten getötet wurden, erklärte Rohrabacher während einer Anhörung des Ausschusses für auswärtige Angelegenheiten: „Ist es nicht eine gute Sache, dass die Vereinigten Staaten endlich Sunniten unterstützen, die die Hisbollah und die schiitische Bedrohung für uns angreifen?“ Dieser Kommentar wurde vom National Iranian American Council heftig kritisiert, der schrieb: „Rohrabacher hat eine lange Geschichte bizarrer und beleidigender Äußerungen über den Iran, aber seine Herzlosigkeit gegenüber den iranischen Opfern des ISIS-Terrors könnte seine bisher schwerste und extremste sein.“
Pakistan
Im Mai 2011, nach dem Tod Osama bin Ladens, legte Rohrabacher einen Gesetzesentwurf zur Einstellung der Hilfe für Pakistan vor, der besagte, dass Mitglieder der Regierung und der pakistanischen Sicherheitskräfte, der ISI, entweder Bin Laden beherbergen oder völlig inkompetent seien. Rohrabacher sagte: „Wir können uns diese Dummheit nicht länger leisten. … Es ist an der Zeit, dass wir aufhören, diejenigen zu subventionieren, die sich aktiv gegen uns stellen. Pakistan hat gezeigt, dass es nicht der Verbündete Amerikas ist.“
Im Februar 2013 hielt Rohrabacher auf einer UNPO-Konferenz in London eine Rede, in der er das Recht auf Selbstbestimmung für die Belutschen in Pakistan forderte.
Russland
Laut Politico ist Rohrabacher bekannt für seine langjährige Freundschaft mit Wladimir Putin und seine Verteidigung der „russischen Sichtweise“.
Am 8. September 2008 argumentierte Rohrabacher auf einer Sitzung des Ausschusses für auswärtige Angelegenheiten des Repräsentantenhauses, dass die Georgier die jüngste militärische Konfrontation im laufenden Kaukasuskrieg 2008 initiiert hätten.
Rohrabacher wurde 2012 vom FBI gewarnt, dass russische Agenten versucht haben könnten, ihn zu rekrutieren, um russische Interessen zu vertreten, nachdem er sich mit einem Mitglied des russischen Außenministeriums privat in Moskau getroffen hatte.
In einem Interview mit CNN im Mai 2017 sagte Rohrabacher: „Wir haben eine riesige Doppelmoral mit Russland, wenn es um Gefangene und andere Dinge geht“. Weiter erklärte er, dass die russische Einmischung bei der US-Wahl 2016 derjenigen der NSA entspreche, die das Telefon der deutschen Bundeskanzlerin Angela Merkel abgehört hatte. Im September 2017 berichtete das Wall Street Journal, dass Rohrabacher sich in diese Ermittlungen eingeschaltet habe: Rohrabacher soll versucht haben, direkt mit Präsident Trump über eine Begnadigung Julian Assanges zu verhandeln und im Gegenzug dafür Entlastungsbeweise zu liefern, dass Russland die US-Präsidentschaftswahl nicht beeinflusst habe.
Im Oktober 2017 erlegte der Auswärtige Ausschuss des Repräsentantenhauses Rohrabacher wegen Bedenken über sein Interesse an Russland Beschränkungen auf, mit Komiteegeldern Auslandsreisen zu bezahlen.
Taiwan
Am 20. Juni 2018 brachte Rohrabacher einen Antrag im Repräsentantenhaus ein, in dem die US-Regierung aufgefordert werden sollte, volle diplomatische Beziehungen zur Republik China (Taiwan) aufzunehmen. Seit der offiziellen Aufnahme diplomatischer Beziehungen zwischen den Vereinigten Staaten und der Volksrepublik China im Jahr 1979 haben Taiwan und die USA keine offiziellen diplomatischen Beziehungen mehr. Die Ein-China-Politik der Vereinigten Staaten bezeichnete Rohrabacher als „überholt“. Sie trage nicht dem Umstand Rechnung, dass Taiwan seit mehr als 50 Jahren ein unabhängiger und souveräner Staat sei. Es sei an der Zeit, eine „Ein-China-, Ein-Taiwan“-Politik zu verfolgen.
Ukraine
Rohrabacher unterstützte 2014 bei der Annexion der Krim durch Russland die Position der russischen Regierung, es sei das Recht der Krim, sich durch ein Referendum von der Ukraine abzuspalten und mit Russland zu vereinigen. Am 6. März 2014 stimmte er mit 22 anderen Abgeordneten des Repräsentantenhauses gegen den Milliardenkredit zur Unterstützung der neuen ukrainischen Regierung. Als das Repräsentantenhaus Russland am 11. März 2014 wegen der Verletzung der ukrainischen Souveränität verurteilte, enthielt er sich der Stimme und führte aus: „Von unserer eigenen Amerikanischen Revolution angefangen, haben Gruppen von Menschen rechtmäßig oder unrechtmäßig erklärt, einer anderen Regierung oder einer Regierung ihrer Wahl zu unterstehen. Man vergisst, dass unsere Unabhängigkeitserklärung genau davon handelt.“ Die Sanktionen gegen Russland nach der Krimannexion bezeichnete er als abscheuliche Heuchelei: „Es ist lächerlich: Was wir durch Gewalt und Militäreinsatz getan haben, um das Selbstbestimmungsrecht der Kosovaren zu sichern, war weitaus zerstörerischer und kostete weit mehr Menschen das Leben als das, was Putin getan hat, um sicherzustellen, dass die Bevölkerung der Krim nicht daran gehindert wird, sich für ein gemeinsames Schicksal mit Russland zu entscheiden.“
Mazedonien
In einem Interview für einen albanischen Fernsehsender Vizion Plus im Jahr 2017, sagte Rohrabacher, dass die Republik Mazedonien „kein Land sei“ und dass die Kosovaren und Albaner aus Mazedonien Teil des Kosovo und der Rest Mazedoniens Teil Bulgariens oder eines anderen Landes sein sollte, mit dem sie ihrer Meinung nach verwandt sind. Das mazedonische Außenministerium bezichtigte ihn daraufhin, „nationalistische Rhetorik“ zu entfachen. Rohrabacher schlug vor, Mazedonien zwischen seinen Nachbarländern aufzuteilen.
Eritrea
Im August 2017 schlug Rohrabacher vor, dass die Vereinigten Staaten militärische Beziehungen zu Eritrea aufbauen sollten und dass die beiden Länder beim Krieg gegen den Terror, der Eindämmung des iranischen Einflusses im jemenitischen Bürgerkrieg und der Sicherung der Region am Roten Meer zusammenarbeiten sollten. Zum Zeitpunkt des Vorschlags von Rohrabacher war Eritrea aufgrund seiner angeblichen Unterstützung von Al-Shabaab in Somalia internationalen Sanktionen unterworfen, ebenso wie den US-Sanktionen gegen die eritreische Marine wegen angeblicher Lieferung nordkoreanischer Militärgeräte für Eritrea.